# Darren Anderton
Darren Robert Anderton (ur. 3 marca 1972 w Southampton) – angielski piłkarz występujący na pozycji bocznego pomocnika.
Piłkarską karierę zaczynał w klubie z Portsmouth. W 1992 przeszedł do Tottenhamu Hotspur, z którym w 1999 zdobył Puchar Ligi Angielskiej. W 2002 grał w finale tych samych rozgrywek, ale wówczas przegrał. W klubie z White Hart Lane spędził 12 lat. W 2004 odszedł do Birmingham City, gdzie występował przez rok. W sezonie 2005-06 grał w Wolverhampton Wanderers, który występował w League Championship. Od 2006 do 2008 roku grał w A.F.C. Bournemouth (klub występował w Football League One, a w 2008 w Two).
W reprezentacji Anglii wystąpił w 30 meczach, strzelił 7 goli. Debiutował w reprezentacji w 1994 w meczu przeciwko reprezentacji Danii. Z Anglią grał m.in. w Mistrzostwach Europy 1996 i Mistrzostwach Świata 1998. W 1998 podczas Mistrzostw Świata strzelił bramkę w fazie grupowej przeciwko Kolumbii.